# Chaetopodella nigrinotum
Chaetopodella nigrinotum är en tvåvingeart som beskrevs av Hayashi och Papp 2007. Chaetopodella nigrinotum ingår i släktet Chaetopodella och familjen hoppflugor.
Artens utbredningsområde är Sri Lanka. Inga underarter finns listade i Catalogue of Life.